# Louis Couperus Genootschap
Het tegenwoordige Louis Couperus Genootschap werd op 1 januari 1993 door José Buschman en Joyce Ryken opgericht om liefhebbers van het werk van Louis Couperus (1863-1923) bijeen te brengen en wetenschappelijk onderzoek naar het leven en het œuvre van de auteur te stimuleren.

## Beschrijving

### Eerste genootschap (1928-1936)
Van 1928 tot 1936 bestond er al een Genootschap Louis Couperus, onder voorzitterschap van Couperus’ eerste biograaf Henri van Booven. De weduwe van de auteur, Elisabeth Couperus-Baud, was erevoorzitster. Dit eerste genootschap werd op 17 december 1928 te Hilversum opgericht en voorzitter Van Booven hield dezelfde avond een toespraak, waarin hij zei dat men tijdens het leven van Couperus niet voldoende beseft had welk een kunstenaar, bij Gods genade, de Nederlandse taal voor zijn scheppingen had gekozen.
Reeds in het sterfjaar van Couperus had men het plan opgevat een vereniging van vrienden van Louis Couperus op te richten. Nadat ook mevrouw Couperus zich met het idee kon verenigen, was vijf jaar later het Genootschap een feit. De initiële bedoeling was om sprekers van over de gehele wereld te benaderen. Een van die eerste buitenlandse sprekers zou dr. J.A. Russell zijn, die een toespraak zou houden over Louis Couperus in English and his influence on English literature. Daarnaast wilde men een collectie opbouwen van de werken van Couperus, zowel de oorspronkelijke als de vertaalde, van manuscripten, brieven, portretten en andere zaken, die zouden worden ondergebracht in het Haagse Gemeentearchief. Op het moment van oprichting hadden zich reeds 80 mensen als lid aangemeld. Het eerste bestuur bestond uit Van Booven, voorzitter, mevrouw J. van Anrooy-de Kempenaer, secretaris-penningmeester, en met als bestuursleden prof. dr. P. Valkhoff, mejuffrouw dr. Cornelia Serrurier, Cyriel Buysse, mevrouw Albertine Draaijer-de Haas, mr. Frans Coenen, mejuffrouw Fenna de Meyier, mevrouw W.E. Tholen-de Ranitz en Frans Bastiaanse. Het genootschap werd in december 1936, tijdens de algemene vergadering van het genootschap, op voorstel van de erevoorzitster, mevrouw Couperus-Baud, opgeheven; de opgegeven reden was dat de tijdsomstandigheden veranderd en er onvoldoende fondsen waren.

### Tweede genootschap (1993-)
Regelmatig organiseert het genootschap lezingen, voorstellingen en andere activiteiten, waarbij het leven en werk van Couperus centraal staan. Tweemaal per jaar geeft het genootschap het tijdschrift Arabesken uit, met onder meer artikelen over het leven en werk van de Haagse auteur. Langere essays worden in het ongeveer jaarlijks verschijnende Couperus Cahier gepubliceerd. Op de website van het genootschap vindt men artikelen, recensies, een bio- en bibliografische tijdladder en een op trefwoorden doorzoekbaar gegevensbestand met beschrijvingen van secundaire literatuur.
Vooral na de publicatie van Louis Couperus. Een biografie (1987) van Frédéric Bastet (tot zijn overlijden in 2008 erevoorzitter van het genootschap) en de totstandkoming van de prestigieuze editie Volledige Werken Louis Couperus (vanaf 1988) kwam het werk van Louis Couperus weer volop in de belangstelling te staan. Dit maakte de weg vrij voor de 'heroprichting' van het genootschap, dat met ongeveer 600 donateurs tot de grootste literaire genootschappen van het Nederlands taalgebied behoort.

#### Louis Couperus Museum
In 1996 werd op initiatief van Caroline de Westenholz het Louis Couperus Museum opgericht. Het museum staat in de Haagse Archipelbuurt, om de hoek van het woonhuis van de familie Couperus aan de Surinamestraat. Het organiseert twee tentoonstellingen per jaar rond thema's uit het werk of leven van de auteur. Met de oprichting van het museum werd een van de voornaamste doeleinden van het Louis Couperus Genootschap verwezenlijkt.
Het genootschap was in 2006 met het Louis Couperus Museum initiatiefnemer van de Couperuspenning die jaarlijks wordt uitgereikt aan personen die zich hebben ingezet voor de schrijver.

## Tentoonstelling (1933)
In juni 1933 werd, naar aanleiding van de 70ste geboortedag van Louis Couperus in het Gemeentearchief in Den Haag, mede op initiatief van het genootschap, een tentoonstelling over Louis Couperus gehouden. Tijdens de opening hield voorzitter Van Booven een rede, waarin hij getuigde van de onverwoestbare geestdrift en de bestendige liefde in de verering van de nagedachtenis van Louis Couperus. Het geëxposeerde was afkomstig uit de letterkundige verzameling van de gemeente Den Haag, de Koninklijke Bibliotheek, het bezit van het Louis Couperus Genootschap (bewaard in het Gemeente-Archief) en uit de bezittingen van mevrouw Couperus-Baud. Van de 52 werken, die Couperus schreef, waren 28 handschriften aanwezig.
Van de 125 uitgaven ontbraken er op de tentoonstelling 8. Van de werken van Couperus verschenen 72 vertalingen in 11 talen (Engels en Amerikaans werden als 2 geteld), waarvan er 61 op de tentoonstelling waren. Dat betroffen vertalingen in het Frans, Duits, Engels, Fins, Spaans, Tsjechisch en Noors. Er hingen oorspronkelijke portretten van Couperus, gemaakt door Bas Veth, Hendrik Haverman, Annie Roland Holst-de Meester en Antoon van Welie; daarnaast foto's uit alle perioden uit Couperus' leven, waaronder van de huizen waarin hij te Den Haag gewoond had en van zijn ouders. Er waren curiosa als passen, kranten, brieven uit verschillende perioden van zijn leven en het oordeel van enige letterkundigen op zijn 50ste verjaardag uitgesproken en in Het Vaderland vermeld. Als laatste waren er de originele tekeningen te zien van Willem Vaarzon Morel voor Majesteit, litho's van Jan Toorop en tekeningen van B. Reith voor Fidessa en Psyche, maar die voor Fidessa nooit werden gebruikt.

## Trivia
- In januari 1892 voltooide Louis Couperus te Hilversum zijn manuscript Extaze. Het manuscript van dit document werd eind 1928 door een zuster van jonkheer J.H. Ram ten geschenke gegeven aan het Genootschap Louis Couperus.[4] Zij schonk ook het manuscript van Metamorfoze.[5]
- Op initiatief van het Genootschap werd op dinsdag 10 juni 1930 in het geboortehuis van Louis Couperus, op de Mauritskade 43 te Den Haag, een gedenksteen onthuld.[6]
- In december 1930 richtte het hoofdbestuur van het genootschap een verzoek aan burgemeester en wethouders van Hilversum, waar Couperus in 1891 aan de Roeltjesweg[7] woonde en werkte, en onder meer Extaze en enige novellen schreef, een straat, naam of plein te noemen of te herdopen naar Louis Couperus, tot een blijvende verering van zijn nagedachtenis.[8]
- In mei 1933 ontving het genootschap van mejuffrouw J.M. Vlielander Hein het handschrift van een der in de bundel Wrede Portretten verschenen schetsen, en daarnaast een door Couperus gecorrigeerde drukproef.[9]
- Henri Borel schreef over alle postume huldigingen in Het Vaderland:

Maar later, als de goede man [Couperus] dan goed en wel begraven is en hij geen enkele bloem meer heeft te verkopen dan komen er ineens allerlei plechtige huldigingen en toespraken op zijn graf. Ook wel een plaquette op zijn huis. Ga eens de tentoonstelling zien dan krijgt men pas een idee hoe ontzettend veel Louis Couperus heeft moeten schrijven aleer − maar vooral niet voor zijn zestigste jaar − men pas werkelijk goed begon in te zien hoezeer hij had mérite de la patrie...

## Afbeeldingen

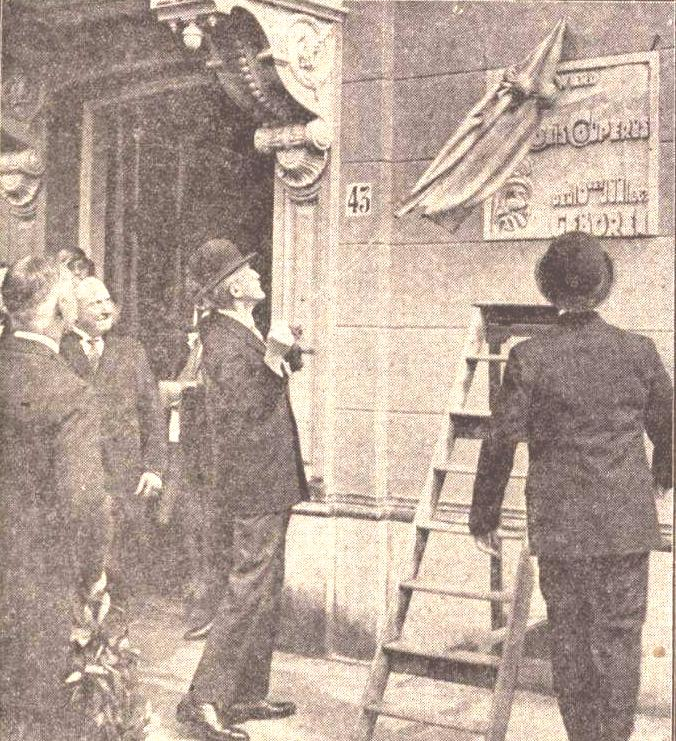
Onthulling van een gedenksteen op het geboortehuis van Louis Couperus door burgemeester Jacob Adriaan Nicolaas Patijn, een initiatief van het Louis Couperus Genootschap
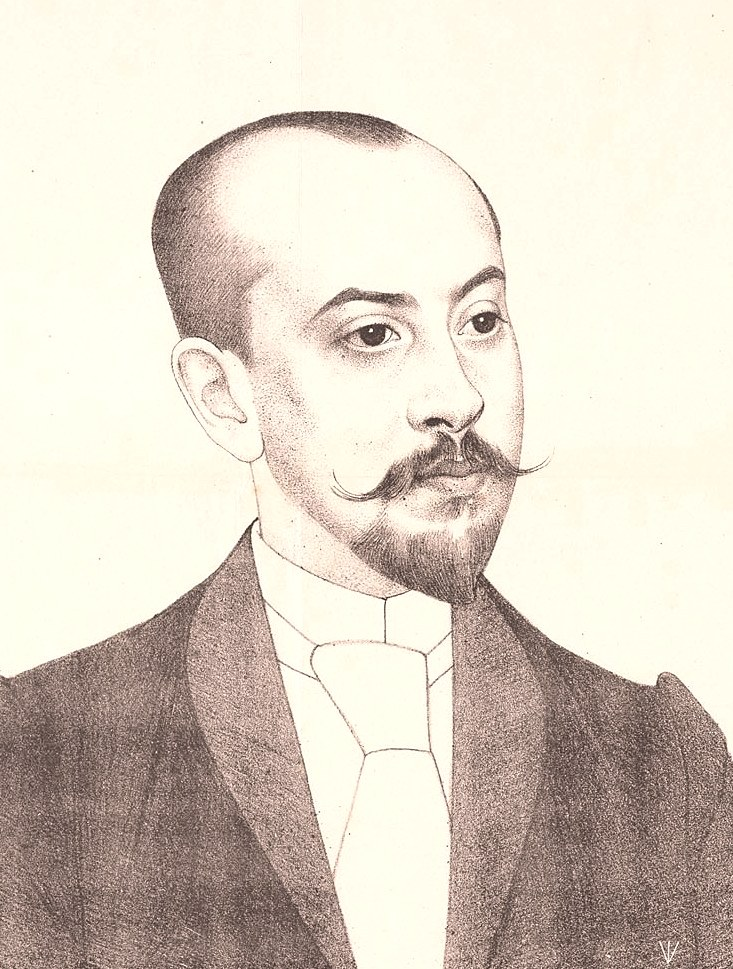
Tekening door Bas Veth, die werd geëxposeerd op de tentoonstelling in 1933, geïnitieerd door het Louis Couperus Genootschap.
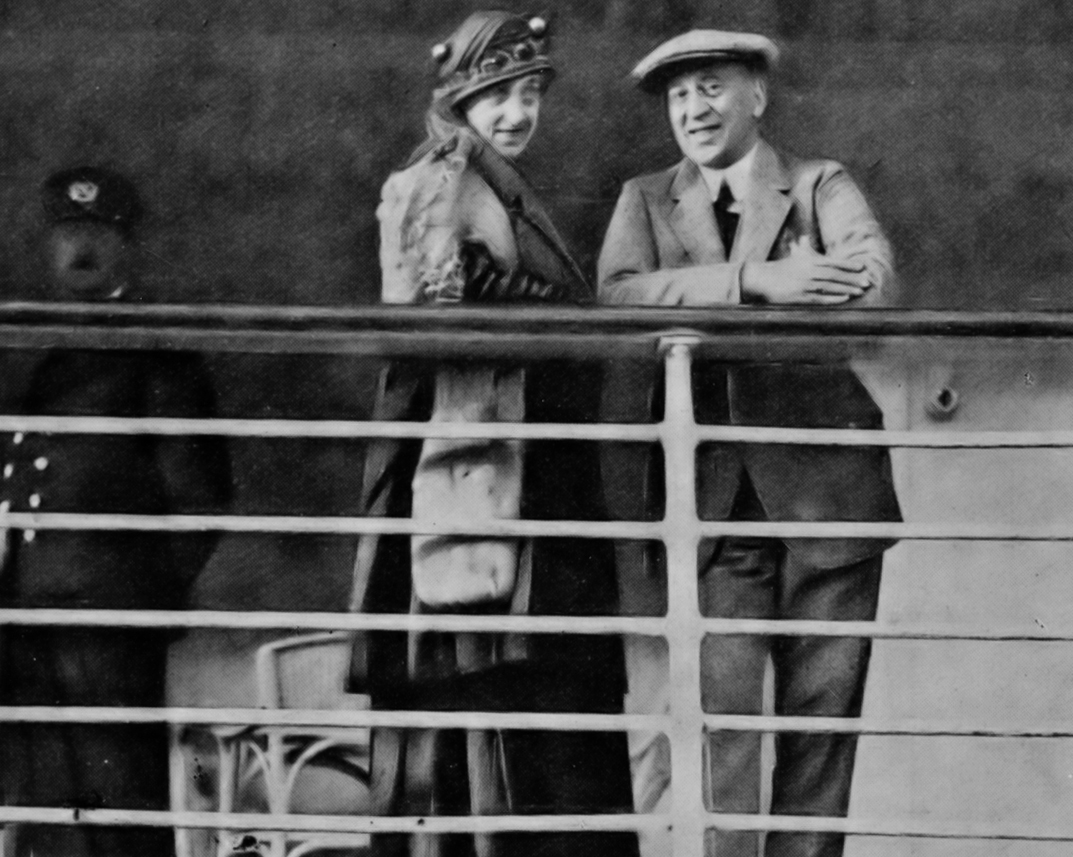
Op de tentoonstelling in 1933 werden foto's geëxposeerd uit het familieleven van Louis Couperus, zoals deze met zijn echtgenote
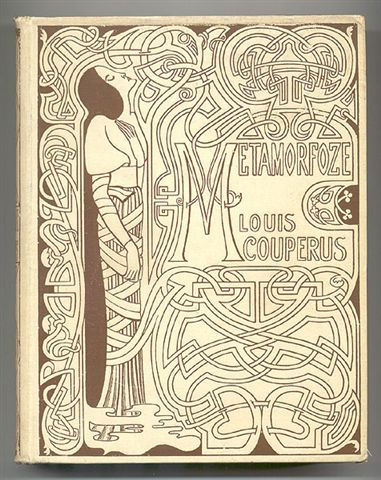
Op de tentoonstelling van 1933 waren werken te zien van Jan Toorop, zoals deze boekband van Metamorfoze (1897)

- International Standard Name Identifier: 0000 0000 9355 1979
- Library of Congress Control Number: nb2013005251
- Virtual International Authority File: 137469434